# 7961 Ercolepoli
7961 Ercolepoli este un asteroid din centura principală de asteroizi.

## Descriere
7961 Ercolepoli este un asteroid din centura principală de asteroizi. A fost descoperit pe 10 octombrie 1994 la Colleverde de Vincenzo Silvano Casulli. Asteroidul prezintă o orbită caracterizată de o semiaxă mare de 2,18 ua, o excentricitate de 0,19 și o înclinație de 5,0° în raport cu ecliptica.